# Château de Segonzac (Gironde)
 (mars 2020).
Si vous disposez d'ouvrages ou d'articles de référence ou si vous connaissez des sites web de qualité traitant du thème abordé ici, merci de compléter l'article en donnant les références utiles à sa vérifiabilité et en les liant à la section « Notes et références ».
Pour les articles homonymes, voir Château de Segonzac (homonymie).
Le château de Segonzac est un château construit dans la commune de Saint-Genès-de-Blaye, dans le département français de la Gironde.

## Localisation
Le château Segonzac est établi en bordure de la Gironde, dans le hameau éponyme situé au sud-ouest de Saint-Genès-de-Blaye.

## Historique
La maison noble de Segonzac est déjà mentionnée dans un titre de 1666. Elle appartient à différents propriétaires au fil du temps. Au XIXe siècle, elle est acquise par la famille de Beaupoil de Saint-Aulaire après avoir appartenu aux familles de Thibaud puis de Bellot. Jusqu’à cette époque, les murs sont soutenus par des contreforts qui donnent un aspect féodal à la bâtisse.
En 1887, Jean Dupuy, riche propriétaire du journal Le Petit Parisien, rachète Segonzac au vicomte de Saint-Aulaire, alors maire de Blaye. Il fait édifier un important château où il s’installe, pensant faire une carrière politique dans la région. Sa personnalité dépasse en fait largement le cadre de l’arrondissement, puisqu’il devient sénateur des Hautes-Pyrénées en 1891, ministre de l’Agriculture en 1899 puis tour à tour ministre du Commerce et de l’Industrie, des Travaux publics et enfin, des Postes et Télécommunications. Il est à l’origine de l’implantation des idées républicaines dans l’arrondissement de Blaye. Son fils Pierre est, quant à lui, élu député de la Gironde de 1902 à 1924, puis de la Seine jusqu’en 1928 et des Indes françaises de 1932 à 1942. En parallèle, il gère Le Petit Parisien de 1906 à 1957. Le château reste dans la famille Dupuy jusque vers la fin du XIXe siècle puis il revient ensuite à plusieurs propriétaires successifs.
Les vignes s’étendent sur trente hectares et produisent un cru bourgeois en Premières Côtes de Blaye.

## Architecture
Il présente une architecture caractéristique du XIXe siècle. Il est édifié sur une terrasse dominant la Gironde et épouse la forme d’un U. La façade antérieure est dotée d’un avant-corps central. Le corps principal est flanqué de deux ailes en retour qui sont réunies en façade postérieure par une terrasse couvrant une pièce. L’ensemble du bâtiment construit sur deux niveaux est coiffé de toitures brisées dont les combles sont éclairés par des lucarnes en pierre.